# Gottfried Schulz

Gottfried Schulz um 1890

Gottfried Schulz (* 25. Oktober 1846 in Dennewitz, Bessarabien (heute: Prjamobalka); † 27. April 1925 in Sofiental, Bessarabien) war ein bessarabiendeutscher Großgrundbesitzer und Viehhändler in Bessarabien. Durch Landkauf im großen Stil trug er in Bessarabien zur Binnenkolonisation des Landes zugunsten seiner Landsleute entscheidend mit bei. In geschäftlichen Dingen wirkte er gemeinsam mit seinem Bruder Gottlieb Schulz.

## Leben
Gottfried Schulz wurde als Kind einer deutschstämmigen Bauernfamilie in Bessarabien geboren, das zu dieser Zeit zum russischen Zarenreich gehörte. Er wurde im Dorf Dennewitz geboren, das deutsche Auswanderer 1834 gegründet hatten und in dem 1940 etwa 550 deutschstämmige Bewohner lebten.
Schulz betrieb zunächst in der deutschen Siedlung Neu-Posttal (heute: Dolyniwka) als Landwirt einen Bauernhof. Ersten wirtschaftlichen Erfolg hatte er beim Verkauf seiner landwirtschaftlichen Produkte in den Städten Akkerman und Odessa. Er kam auf die Idee, dies auch mit Schlachtvieh zu betreiben. Gemeinsam mit seinem Bruder Gottlieb Schulz kaufte er im Winter auf Märkten mageres Vieh auf. Die Besitzer, die meist anderen Bevölkerungsgruppen angehörten, konnten das Geld für das Futter nicht mehr aufbringen. Die Gebrüder Schulz stellten Hirten an, die das Vieh im Frühjahr und Sommer auf gepachteten Weiden mästeten. Im Herbst wurden die Viehherden zum Verkauf in die Städte Akkerman und Odessa getrieben. Auf diese Weise entwickelte sich Gottfried Schulz zum bedeutendsten Viehhändler in Südbessarabien und konnte große Kapitalmengen erwirtschaften.
Dieses Kapital setzten die Brüder ein, um von adligen russischen Großgrundbesitzern Land zu erwerben, und es ihren deutschstämmigen Landsleuten weiter zu verkaufen. Als Provision soll 1 % der Kaufsumme genommen worden sein. Der russische Adel hatte in dieser Zeit großen Kapitalbedarf. Viele seiner Angehörigen, die meist in St. Petersburg lebten, führten ein aufwändiges Leben in französischen und Schweizer Kurorten, was sie teilweise nicht mehr mit der Pacht ihrer Ländereien begleichen konnten.
Durch die Landauf- und verkäufe wurden die Bewohner zahlreicher bessarabiendeutscher Dörfer zu Besitzern des zuvor von ihnen gepachteten Landes. Auch entstanden so auf dem gekauften Land zahlreiche neue bessarabiendeutsche Siedlungen. In Bessarabien gab es viele landlose Söhne auf der Suche nach Ackerland, da nach dem Erbrecht nur der jüngste Sohn den Hof des Vaters erbte.
Insgesamt soll Gottfried Schulz in Bessarabien rund 40.000 Deßjatinen (etwa 45.000 ha) an Land aufgekauft haben. Hinzu kam ein größerer Landkauf mit 10.000 Deßjatinen im Nordkaukasus, der für deutschstämmige Siedler bestimmt war. Das Projekt scheiterte jedoch, da die Siedler von der eingesessenen Bevölkerung überfallen wurden.
Die Landaufkäufe von Gottfried Schulz führten zur Gründung folgender bessarabiendeutscher Siedlungen:
| - 1881 Neu-Posttal - 1883 Sofiental - 1884 Neufall - 1885 Benkendorf - 1886 Mannsburg - 1886 Straßburg - 1888 Pawlowka - 1891 Basyrjamka | - 1894 Seimeny - 1897 Andrejewka - 1905 Balaktschelly - 1906 Romanowka - 1906 Alisowka - 1907 Rosenfeld - 1908 Schulzenheim - 1911 Neu-Alexandrowka |

Ein weiteres Verdienst von Gottfried Schulz ist, dass durch ihn bei 60 bessarabiendeutschen Dörfern das Pachtland in den Besitz der Landwirte überging.